# Antônio Flávio Pierucci
Antônio Flávio Pierucci (Altinópolis, c. 1945 — São Paulo, 8 de junho de 2012) foi um sociólogo brasileiro, tendo atuado no campo da sociologia da religião a partir do referencial weberiano.

## Biografia
Nascido em Altinópolis, no interior de São Paulo, em 1945, ele ingressou no Seminário da Arquidiocese de São Paulo aos 11 anos de idade, onde se formou em Filosofia em 1964. Ingressou na Pontifícia Universidade Católica de São Paulo (PUC-SP) em 1965, onde se graduou em Teologia, depois de abandonar a carreira eclesiástica e a Igreja Católica, encerrando um doutorado em teologia dogmática na Pontifícia Universidade Gregoriana de Roma.
Depois de se especializar em teologia, pela Pontifícia Universidade Gregoriana (1970),  graduou-se em filosofia (1973) e obteve os títulos de Mestre em Ciências Sociais (1977, com Igreja Católica e reprodução humana no Brasil), pela Pontifícia Universidade Católica de São Paulo (PUC-SP); Doutor em Sociologia (1985, com Democracia, Igreja e Voto: o envolvimento do clero católico nas eleições de 1982) pela Universidade de São Paulo e livre-docente (2001, com Desencantamento do mundo: os passos do conceito em Max Weber) também pela USP, onde foi professor titular e chefe do Departamento de Sociologia até o seu falecimento.
De 1971 a 1987, atuou como pesquisador do Cebrap. Entre 1978 e 1985, foi professor do Departamento de Sociologia da PUC-SP. Entre 1992 e 1996, foi Secretário Executivo da Associação Nacional de Pós-Graduação e Pesquisa em Ciências Sociais (ANPOCS), e, de 2001 a 2012, foi Secretário Geral da Sociedade Brasileira para o Progresso da Ciência (SBPC).

## Morte
Antônio morreu em 8 de junho de 2012, em São Paulo, aos 67 anos, vítima de um infarto fulminante.

## Trabalhos publicados
Autor de numerosos artigos publicados em jornais e revistas, bem como em periódicos especializados e coletâneas, é também autor dos seguintes livros:
- O desencantamento do mundo: todos os passos do conceito em Max Weber (2a. edição). São Paulo: Editora 34, 2005.
- Ciladas da diferença 2ª ed. São Paulo: Editora 34, 2000.
- A Magia. São Paulo: Publifolha, 2000.
- Ciladas da diferença. São Paulo: Editora 34, 1999.
- A realidade social das religiões no Brasil (com José Reginaldo Prandi). São Paulo: Hucitec, 1996. 294 p.
- São Paulo: trabalhar e viver (com Vinicius Caldeira Brant). São Paulo: Brasiliense, 1989.
- Igreja: contradições e acomodação. São Paulo: Brasiliense / CEBRAP, 1978.